# Jock Hobbs
Pour les articles homonymes, voir Hobbs.
Pas d'image ? Cliquez ici

a Compétitions nationales et continentales officielles uniquement.

b Matchs officiels uniquement.
Dernière mise à jour le 14 mars 2012.
Maurice James Bowie Hobbs dit Jock Hobbs, né le 15 février 1960 à Christchurch et mort le 13 mars 2012 à Wellington, est un joueur de rugby à XV qui a joué avec l'équipe de Nouvelle-Zélande évoluant au poste de troisième ligne aile.

## Biographie
Jock Hobbs effectue sa scolarité au Christ's College où il joue avec l'équipe première de l'établissement. Il fait ses débuts en championnat des provinces (NPC) en 1981 avec l'équipe de Canterbury. Avec son équipe provinciale, il remporte le NPC en 1983 et le Ranfurly Shield en 1982, conservant le trophée jusqu'en 1985 avec 25 défenses victorieuses consécutives. Il dispute son premier test match avec l'équipe de Nouvelle-Zélande le 4 juin 1983 à l’occasion d’un match contre les Lions britanniques alors en tournée en Nouvelle-Zélande. Il dispute son dernier test match contre l'équipe de France le 15 novembre 1986, mettant un terme à sa carrière en raison de commotions cérébrales répétées. Sa retraite prématurée a lieu juste avant la première édition de la Coupe du monde qu'il ne peut disputer dans son pays. Au cours de sa carrière, il est seize fois capitaine des All Blacks dont quatre fois lors de test matchs.
Après sa retraite, il se concentre sur son métier d'avocat mais ne coupe pas totalement ses liens avec le monde du rugby. En effet, il devient le président de la Fédération néo-zélandaise de rugby à XV en 2002 et il obtient l'organisation de la Coupe du monde 2011 durant son mandat. Il quitte ses fonctions en décembre 2010 en raison de problèmes de santé : il souffre d'une leucémie. En octobre 2011, il reçoit le Trophée Vernon Pugh de l'International Rugby Board en hommage à sa carrière de joueur et de dirigeant. Il meurt des suites de son cancer le 13 mars 2012 à Wellington à l'âge de 52 ans,.

## Palmarès
- Vainqueur du championnat des provinces en 1983
- Vainqueur du Ranfurly Shield du 18 septembre 1982 au 14 septembre 1985 (25 défenses victorieuses)

## Statistiques en équipe nationale
De 1983 à 1986, Jock Hobbs dispute 39 matchs avec l'équipe de Nouvelle-Zélande dont 21 sélections au cours desquelles il marque quatre essais (16 points). Il est désigné capitaine à quatre reprises en test match et seize fois avec les All Blacks.